# Сабор на Kадибогазу
Сабор на Kадибогазу је међународна привредна и културна манифестација где две побратимљене општине, општина Kњажевац из Србије и општина Белоградчик из Бугарске, годинама негују економску, културну, туристичку и спортску сарадњу.
Дружење две вароши и два народа кулминира сваког лета Сабором на Кадибогазу, у атару књажевачког села Ново Kорито и села Салаш са бугарске стране границе. Три дана граница се прелази без пасоша, друже се пријатељи, сретну се рођаци, запева се и заигра, купује се и продаје се. Сабор на Kадибогазу највећи је прекогранични сабор на Балкану.